# Logo Anseba
 (octobre 2024).
Si vous disposez d'ouvrages ou d'articles de référence ou si vous connaissez des sites web de qualité traitant du thème abordé ici, merci de compléter l'article en donnant les références utiles à sa vérifiabilité et en les liant à la section « Notes et références ».
Logo Anseba est une ville du centre de l'Érythrée. Située dans la région de Gash-Barka, elle est la capitale du district de Logo Anseba.